# رقص

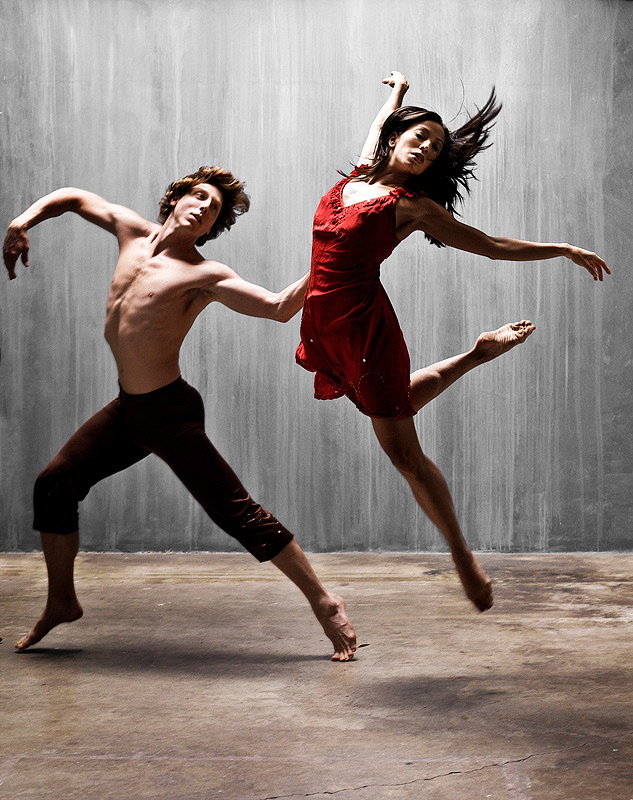
رقص حديث

الرقص هو نوع من فن الأداء يتألف من سلسلات مختارة إراديًا من حركات الجسم. للرقص أنواع عديدة مثل الرقص القطبي، الرقص بالسيف، والرقص على الخيل والرقص كمجموعات كما في الحفلات وأيضا اشتهر الرقص مع النعام والرقص مع بعض الحيوانات أو الطيور الأخرى.
الرقص هو عبارة عن حركات الجسم المستمرة يتطلب الموسيقى.

## الأداء والمشاركة
يهدف الرقص المسرحي والذي يسمى أيضًا بالأداء أو الرقص الموسيقي، في المقام الأول ليكون مشهدًا، وعادة ما يؤديه مجموعة من الراقصين الموهوبين كأداء على خشبة مسرح. غالبًا ما يروي قصة، ربما باستخدام التمثيل الصامت والأزياء والمشاهد أو قد يفسر ببساطة الموسيقى المرافقة التي غالبًا ما تكون مؤلفة خصيصًا لهذا العرض ولتؤدى في المسرح، إلا أن هذا ليس شرطًا. من الأمثلة على هذا النوع من الرقص: الباليه الغربي والرقص المعاصر والرقص الكلاسيكي الهندي مثل البهاراتاتيام والأغنية الصينية واليابانية ودراما الرقص مثل رقصة التنين. تتركز معظم الأشكال الكلاسيكية على الرقص وحده، ولكن رقص الأداء قد يظهر أيضًا في الأوبرا وأشكال أخرى من المسرح الموسيقي.
ينفذ الرقص التشاركي سواء كان رقصًا شعبيًا أو رقصة اجتماعية أو مجموعة راقصة تشكل خطًا أو دائرة أو سلسلة أو مربعة أو رقصة تحتاج إلى شريك مثلما هو شائع في رقص البولروم الغربي، في المقام الأول لغرض التفاعل الاجتماعي أو التدريب البدني أو لبناء مرونة المشاركين وليس لأجل تقديم أي فائدة للمشاهد. نادرًا ما يكون لهذا الرقص أي غرض سردي. تختلف المجموعة الراقصة عن فرقة الباليه ورقصة الشريك الاجتماعية عن ديو الباليه بشكل كبير. حتى الرقص المنفرد يمكن أداؤه فقط من أجل رضا الراقص. غالبًا ما يؤدي الراقصون التشاركيون نفس الحركات والخطوات، لكن وفي ثقافة الحفلات الراقصة للموسيقى الإلكترونية الراقصة، قد تشارك حشود كبيرة من الناس في الرقص الحر دون التنسيق المسبق فيما بينهم. من ناحية أخرى، تضع بعض الثقافات قواعد صارمة فيما يتعلق بالرقصات الخاصة التي يمكن أو يجب أن يشارك فيها مثلًا الرجال والنساء والأطفال.

## لمحة تاريخية
تشمل الأدلة الأثرية للرقص المبكر لوحات يبلغ عمرها 9000 سنة في الهند داخل ملاجئ صخرية في بيمبتكا وفي لوحات المقابر المصرية التي تصور شخصيات راقصة، يعود تاريخها إلى نحو 3300 قبل الميلاد. هناك اقتراح بأنه قبل اختراع اللغات المكتوبة، كان الرقص جزءًا مهمًا من الأساليب الشفوية والأدائية بتمرير القصص من جيل إلى آخر. يعتقد أن استخدام الرقص في حالات نشوة الوعي المتغير وطقوس الشفاء (مثلما لوحظ في العديد من الثقافات «البدائية» المعاصرة، من الغابات البرازيلية المطيرة إلى صحراء كالاهاري) كان عاملًا مبكرًا آخر في التطور الاجتماعي للرقص.
يمكن العثور على دلالات عن الرقص في التاريخ المبكر جدًا، إذ أشير إلى الرقص اليوناني من قبل كل من أفلاطون وأرسطو وبلوطرخس ولوقيان. يشير الكتاب المقدس والتلمود إلى العديد من الأحداث المتعلقة بالرقص، ويحتوي على أكثر من 30 مصطلحًا. صورت مجموعات من الناس ترقص مشكلة صفًا من خلال إمساك الأيدي، في الخزف الصيني في وقت مبكر من العصر الحجري الحديث وقد عثر على أول كلمة صينية لمصطلح «الرقص» مكتوبة على عظام أوراكل. هناك وصف للرقص في لاشي تشانكشو. ارتبط الرقص البدائي في الصين القديمة بالشعوذة والطقوس الشامانية.
خلال الألفية الأولى من الحقبة العامة في الهند، ألفت العديد من النصوص التي حاولت تدوين جوانب الحياة اليومية. يعد نص ناتياشاسترا لبهاراتا موني (والذي يعني حرفيًا «نص الدراماتورج») واحدًا من النصوص المبكرة. يتعامل بشكل أساسي مع الدراما، التي يلعب فيها الرقص دورًا مهمًا في الثقافة الهندية. يصنف الرقص ضمن أربعة أنواع، غير ديني وطقسي ومجرد وتفسيري، وضمن أربعة أصناف إقليمية. يوضح النص الإيماءات اليدوية المختلفة (المودرا) ويصنف حركات الأطراف المختلفة والخطوات وما إلى ذلك. استمر تقليد غنائي قوي منذ ذلك الحين في الهند حتى وقتنا الحالي، إذ ما تزال تلعب دورًا هامًا في الثقافة والطقوس ولا سيما في صناعة الترفيه في بوليوود. يمكن أيضًا إرجاع العديد من أشكال الرقص المعاصر الأخرى إلى الرقص التاريخي والتقليدي والاحتفالي والعرقي.

## أنواعه
كان سكان أفريقيا وما زال البعض منهم يقوم برقصات لجلب المطر أو لطلب المساعدة في الحفاظ على المنطقة أو القبيلة أو اتقاء شر يحدق بها.
رياضيا- يعتبر الرقص أيضا رياضة ذات شعبية كبيرة، حيث أنه أسلوب جيد في ممارسة الرياضة بطريقة مسلية وبدون تكاليف مالية، وتكون غالبا مع خلفية موسيقية هادئة.
فنية- حيث تعد العديد من أنواع الرقص الحديث فنا، ويحدد نوع الرقص طبقا لنوع الموسيقى المستخدمة إما لزيادة التعبير عن كلمات الأغنية، أو لدعم قصة أو رواية كما في بعض عروض الأوبرا، أو الباليه.
ترفيهية- وتكون في الحفلات أو في النوادي أو المنتجعات والأماكن السياحية حيث تكون على نغمات موسيقية تختلف من حيث الموقع والزمان التر
رفيه وتكون في الحفلة أو في النوادي أالاماالكن سياحةحيث تكون على النغمات الموسيقية وتختلف من حيث الموقع والزمان.
حماسية كان القبيلة أيضا لتخويف العدو بحيث يشهرون أسلحتهم وعدد وقوة رجال القبيلة أمام الزوار والمحتمل أن يكون عدوا مستقبلا وقد يكون ذلك في حلبة المعركة أيضا لعرض مهارات رجال القبيلة.
تعبيرية في لحظة سعادة غامرة يقوم الأنسان أحيانا بحركات لا إرادية وتعتبر نوع من الرقص أيضا وعلى سبيل المثال يقوم لاعب الكرة بالرقص لفترة وجيزة عن تسجيل هدفا أو إحراز نصرا على الفريق الآخر.